# Neal Broten
Neal LaMoy Broten (* 29. November 1959 in Roseau, Minnesota) ist ein ehemaliger US-amerikanischer Eishockeyspieler, der im Verlauf seiner aktiven Karriere zwischen 1978 und 1997 unter anderem 1234 Spiele für die Minnesota North Stars, Dallas Stars, New Jersey Devils und Los Angeles Kings in der National Hockey League auf der Position des Centers bestritten hat. Seinen größten Karriereerfolg feierte Broten im Trikot der Nationalmannschaft der Vereinigten Staaten mit dem Gewinn der Goldmedaille bei den Olympischen Winterspielen 1980 in Lake Placid – dem sogenannten „Miracle on Ice“. Darüber hinaus gewann er in Diensten der New Jersey Devils im Jahr 1995 den Stanley Cup und wurde aufgrund seiner Verdienste um den Eishockeysport in den Vereinigten Staaten im Jahr 2000 in die United States Hockey Hall of Fame aufgenommen.

## Karriere
Broten spielte während seiner Juniorenzeit für die University of Minnesota. Sein Trainer war dort Herb Brooks. Beim NHL Entry Draft 1979 wählten ihn die Minnesota North Stars in der zweiten Runde als 42. aus. Brooks übernahm das US-amerikanische Nationalteam und Broten folgte ihm. So verbrachte er die Saison 1979/80 mit der Vorbereitung auf die Olympischen Spiele. Er hatte die richtige Entscheidung getroffen, denn die Olympischen Winterspiele 1980 in Lake Placid endeten mit dem „Miracle on Ice“ und der überraschenden Goldmedaille für das US-Team.

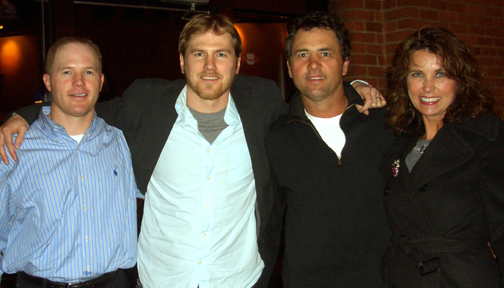
Neal Broten (2.v.r.) mit seiner Frau bei der Premiere des Dokumentarfilms „Pond Hockey“

Für die folgende Spielzeit ging er an die University of Minnesota zurück und konnte dort mit dem Schwung des Olympiasieges zahlreiche Ehrungen erreichen. Zum Ende der Saison 1980/81 wechselte er zu den North Stars und erreichte mit ihnen die Finals um den Stanley Cup. Hier unterlagen sie gegen die New York Islanders, bei denen Ken Morrow, der mit Broten bei Olympia spielte, seinen zweiten Stanley Cup in Folge gewann.
Als Rookie-Saison galt dann erst die Saison 1981/82, in der Broten einen bis heute gültigen Franchise-Rekord mit 98 Punkten als Neuling aufstellte. In den kommenden vier Jahren war er dreimal bester Scorer der Stars und übertraf in der Saison 1985/86 mit 105 Punkten die 100 Punkte Marke als erster in den Vereinigten Staaten geborener Spieler. Beim Canada Cup vertrat er sein Land in dieser Zeit 1981 und 1984. Ende der 1980er-Jahre spielte er mit seinem ein Jahr jüngeren Bruder Aaron zusammen.
Als Folge von Schwierigkeiten bei den Vertragsverhandlungen begann er die Saison 1991/92 in Berlin beim BSC Preussen, für den er acht Spiele bestritt, in denen er es auf drei Tore und fünf Vorlagen brachte. Anschließend kehrte er nach Minnesota zurück. 1993 zog er mit dem Team nach Dallas um. Hier war auch der sechs Jahre jüngere Bruder Paul mit im Team. Über die Jahre hatte er sich vom Scorer früher Jahre mehr zu einem Spielmacher entwickelt, der für sein Team auf und abseits vom Eis eine wichtige Rolle spielte, aber nicht mehr die hohe Zahl an Toren und Vorlagen erreichte. Im Laufe der Saison 1994/95 gaben die Dallas Stars ihn an die New Jersey Devils für Corey Millen ab.
Mit den Devils gelang es ihm auch gleich 1995 den Stanley Cup zu gewinnen. Mit 19 Punkten in 20 Playoff Partien hatte er auch einen entsprechenden Anteil an diesem Erfolg. Nach eineinhalb weiteren Jahren wechselte er im November 1996 zu den Los Angeles Kings. Nachdem er mehrfach im Farmteam bei den Phoenix Roadrunners in der International Hockey League eingesetzt wurde holten die Stars ihn noch einmal für 20 Spiele in der regulären Saison und zwei in den Playoffs zurück.
Im Jahr 2000 wurde er mit der Aufnahme in die United States Hockey Hall of Fame geehrt.

## Erfolge und Auszeichnungen
| - 1979 Broadmoor-Trophy-Gewinn mit der University of Minnesota - 1979 NCAA-Division-I-Championship mit der University of Minnesota - 1981 WCHA Rookie of the Year - 1981 Broadmoor-Trophy-Gewinn mit der University of Minnesota - 1981 WCHA First All-Star Team - 1981 NCAA West First All-American Team - 1981 Hobey Baker Memorial Award | - 1983 Teilnahme am NHL All-Star Game - 1986 Teilnahme am NHL All-Star Game - 1995 Stanley-Cup-Gewinn mit den New Jersey Devils - 1998 Sperrung der Trikotnummer 7 durch die Dallas Stars - 1998 Lester Patrick Trophy - 2000 Aufnahme in die United States Hockey Hall of Fame |

### International
- 1980 Goldmedaille bei den Olympischen Winterspielen

## Team-Rekorde
- 76 Vorlagen in einer Saison für die Minnesota North Stars (1985/86)
- 98 Punkte (38 Tore + 60 Vorlagen) als Rookie für die Minnesota North Stars (1981/82)

## Karrierestatistik

### International
Vertrat die USA bei:
| - Junioren-Weltmeisterschaft 1979 - Olympischen Winterspielen 1980 - Canada Cup 1981 | - Canada Cup 1984 - Weltmeisterschaft 1990 - Qualifikation zur Weltmeisterschaft 1999 |

(Legende zur Spielerstatistik: Sp oder GP = absolvierte Spiele; T oder G = erzielte Tore; V oder A = erzielte Assists; Pkt oder Pts = erzielte Scorerpunkte; SM oder PIM = erhaltene Strafminuten; +/− = Plus/Minus-Bilanz; PP = erzielte Überzahltore; SH = erzielte Unterzahltore; GW = erzielte Siegtore; 1 Play-downs/Relegation; Kursiv: Statistik nicht vollständig)

## Familie
Seine Brüder Aaron und Paul waren ebenfalls professionelle Eishockeyspieler und spielten beide ebenfalls in der NHL. Darüber hinaus gelang auch seinem Neffen Shane Gersich der Sprung in die höchste Liga Nordamerikas.